# إردال سيليك
إردال سيليك (بالتركية: Erdal Çelik؛ بالألمانية: Erdal Çelik) هو لاعب كرة قدم تركي وألماني في مركز الدفاع، ولد في 1988 في عنتاب في تركيا. لعب مع ألمانيا آخن وبوجاسبور وروت فايس آهلن ونادي هامبورغ 08.

## وصلات خارجية
- إردال سيليك على موقع اتحاد تركيا (لاعب) (الإنجليزية)
- إردال سيليك على موقع قاعدة بيانات كرة القدم.إي يو (الإنجليزية)
- إردال سيليك على موقع بيانات كرة القدم. دي إي (الألمانية)
- إردال سيليك على موقع عالم كرة القدم.نت (الإنجليزية)